# Clark Terry
Clark Terry (San Luis, Misuri, 14 de diciembre de 1920-Pine Bluff, Arkansas, 21 de febrero de 2015) fue un trompetista de jazz estadounidense. Fue, asimismo, pionero en el uso del fliscorno en el jazz.
En su período militar, estuvo con la orquesta de Charlie Barnet entre otros grandes maestros. Después estuvo en la primera fila en pequeñas orquestas de jazz, destacando en su instrumento. Finalmente, en la década de 1940 tuvo su propia orquesta de jazz. Escribió libros sobre su vida, de historia de la música y cómo tocar la trompeta.

## En la era de lasbig bands
Combinando el tono de San Luis con los estilos contemporáneos, los años de Terry con Basie y Ellington a finales de los años 40 y 50 establecieron su prominencia. Durante su período con Ellington, participó en muchas de las suites del compositor y adquirió reputación por su amplia gama de estilos (del swing al hard bop), su competencia técnica y su buen humor. Terry influyó en músicos como Miles Davis y Quincy Jones, quienes reconocieron la influencia de Terry durante las primeras etapas de sus carreras. Terry había enseñado informalmente a Davis mientras todavía estaban en San Luis y a Jones durante las frecuentes visitas de Terry a Seattle con el Count Basie Sextet.
Después de dejar a Ellington en 1959, el reconocimiento internacional de Clark se disparó cuando aceptó una oferta de la National Broadcasting Company (NBC) para convertirse en un músico de la cadena. Apareció durante diez años en The Tonight Show como miembro de la Tonight Show Band hasta 1972, liderado por Skitch Henderson y más tarde por Doc Severinsen. Terry fue el primer afroamericano en convertirse en un habitual de una banda en una importante cadena de televisión estadounidense. Dijo más tarde: "Tuvimos que ser modelos, porque sabía que estábamos en prueba .... No podíamos tener una mota en nuestros pantalones. No podíamos tener una arruga en la ropa. Una camisa sucia ". 
Terry siguió tocando con músicos como el trombonista J. J. Johnson y el pianista Oscar Peterson, y dirigió un grupo con el trombonista Bob Brookmeyer que logró cierto éxito a principios de los años sesenta. En febrero de 1965, Brookmeyer y Terry aparecieron en el Jazz 625 de BBC2. Y en 1967, presentado por Norman Granz, fue grabado en el Poplar Town Hall, en la serie de la BBC Jazz at the Philharmonic, junto a James Moody, Dizzy Gillespie, Coleman Hawkins, Benny Carter, Teddy Wilson, Bob Cranshaw, Louie Bellson y T-Bone Walker. 
En la década de los 70, Terry se concentró cada vez más en el fliscorno, que tocó con un tono amplio y resonante. Además de su trabajo en el estudio y la enseñanza en talleres de jazz, Terry giró regularmente en los años 80 con grupos pequeños y actuó como líder de su Big B-A-D Band (formado alrededor de 1970). Después de que dificultades financieras lo obligaron a romper la Big B-A-D Band, actuó con bandas como el Unifour Jazz Ensemble. Su humor y su dominio de los estilos de trompeta de jazz son evidentes en sus "diálogos" consigo mismo, en diferentes instrumentos o en el mismo instrumento.

## Carrera posterior
Desde los años 70 hasta los años 90, Terry actuó en Carnegie Hall, Town Hall y Lincoln Center, giró con el Newport Jazz All Stars y Jazz at the Philharmonic y fue presentado con la Skitch Henderson's New York Pops Orchestra. En 1998, Terry grabó el disco de George Gershwin "Let's Call the Whole Thing Off" para Red Hot + Rhapsody, un recopilatorio de Red Hot Organization, un tributo a George Gershwin, que recaudó fondos para varias organizaciones benéficas dedicadas a aumentar la conciencia sobre el SIDA y combatir la enfermedad. En 2001, volvió a grabar para la Red Hot Organization con el artista Amel Larrieux para el álbum de recopilación Red Hot + Indigo, un homenaje a Ellington.
En noviembre de 1980, fue presentador junto con Anita O'Day, Lionel Hampton y Ramsey Lewis durante las dos semanas de apertura del Blue Note Lounge en el Marriott O'Hare Hotel cerca de Chicago.
El archivo de Clark Terry en la Universidad William Paterson en Wayne, Nueva Jersey, contiene los instrumentos, los carteles de las giras, los premios, las copias originales de más de 70 arreglos de big band, de las grabaciones y de otros memorabilia del artista

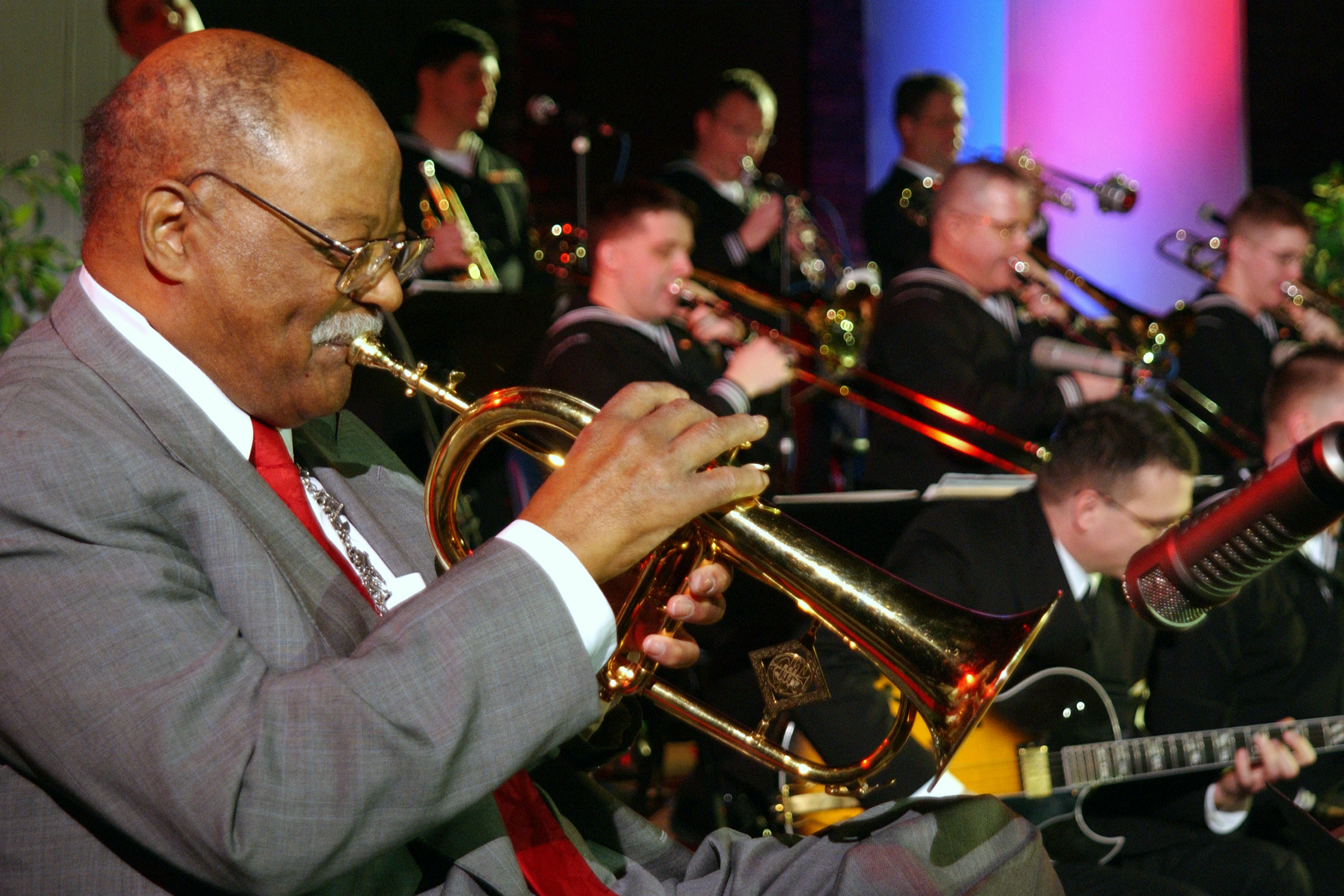
Clark Terry durante un concierto con su fliscorno de pistones.

Su autobiografía fue publicada en 2011 y, como escribe Taylor Ho Bynum en The New Yorker, "capta su don para contar historias y su humor irónico, especialmente en la crónica de sus primeros años en el camino, con luchas contra la segregación y conciertos en garitos y carnavales, desarrollando al mismo tiempo una de las voces de improvisación más distintivas de la historia de la música ".
En abril de 2014, un documental Keep on Keepin 'On, sigue a Clark Terry durante cuatro años para documentar la mentoría entre Terry y el pianista prodigio ciego Justin Kauflin, de 23 años, mientras el joven se prepara para competir en un concurso internacional de élite . 
Según su propio sitio web Terry era "uno de los artistas de jazz más registrados en la historia y había actuado para ocho presidentes americanos".
En diciembre de 2014, el Jazz at Lincoln Center Orchestra con Wynton Marsalis y Cécile McLorin Salvant visitó a Terry, quien había celebrado su 94 cumpleaños el 14 de diciembre en el Jefferson Regional Medical Center. Le dedicaron una animada interpretación de "Cumpleaños Feliz".
El 13 de febrero de 2015, se anunció que Terry había entrado en cuidados intensivos para tratar su diabetes avanzada. Murió ocho días después.

## Obra

### Discografía
Grabaciones como Llder:
- Clark Terry with Quentin Jackson/Martial Solal/Kenny Clarke (Disques Swing, 1955)
- Introducing Clark Terry (EmArcy, 1955)
- Serenade to a Bus Seat (Riverside/OJC, 1957)
- Duke with a Difference (Riverside/OJC, 1957)
- In Orbit (with Thelonious Monk, Riverside/OJC, 1958)
- Out on a Limb with Clark Terry (Argo, 1958)
- Top and Bottom Brass feat. Don Butterfield (Riverside/OJC, 1959)
- Paris (Swing, 1960)
- Color Changes (Candid, 1960)
- Everything's Mellow (Prestige, 1961)
- Mellow Moods (Prestige, 1961)
- All American (Prestige, 1962)
- Plays the Jazz Version of "All American" (Moodsville, 1962)
- The Night Life (Mood, 1962)
- Clark Terry & Bob Brookmeyer (Verve, 1962)
- More (Cameo, 1963)
- Tread Ye Lightly (Cameo, 1963)
- What Makes Sammy Swing (20th Century, 1963)
- The Happy Horns of Clark Terry (Impulse!, 1964)
- The Power of Positive Swinging (Mainstream, 1964)
- Live 1964 (Emerald, 1964)
- Quintet (Mainstream, 1964)
- Tonight (Mainstream, 1964)
- Clark Terry Tonight (Mainstream, 1964)
- Oscar Peterson Trio Plus One Clark Terry (Mercury, 1964)
- Spanish Rice (Impulse!, 1966)
- Gingerbread Men (Mainstream, 1966)
- Mumbles (Mainstream, 1966)
- Angyumaluma Bongliddleany Nannyany Awhan Yi! (Mainstream, 1966)
- It's What's Happenin' (Impulse!, 1967)
- Music in the Garden (Jazz Heritage, 1968)
- At the Montreux Jazz Festival (Polydor, 1969)
- Live on 57th Street (Big Bear, 1969)
- Big B-A-D Band In Concert, Live 1970... (EToile, 1970)
- Live at the Wichita Jazz Festival (Vanguard, 1974)
- Clark Terry and His Jolly Giants (Vanguard, 1975)
- Live at the Wichita Jazz Festival (Vanguard, 1975)
- Clark Terry's Big B-A-D Band Live at Buddy's... (Vanguard, 1976)
- Live at the Jazz House (Pausa, 1976)
- Wham (BASF, 1976)
- Squeeze Me (Chiaroscuro, 1976)
- The Globetrotter (Vanguard, 1977)
- Out of Nowhere (Bingow, 1978)
- Brahms Lullabye (Amplitude, 1978)
- Funk Dumplin's (Matrix, 1978)
- Clark After Dark (MPS, 1978)
- Mother______! Mother______! (Pablo, 1979)
- Ain't Misbehavin' (Pablo, 1979)
- Live in Chicago, Vol. 1 (Monad, 1979)
- Live in Chicago, Vol. 2 (Monad, 1979)
- Memories of Duke (Pablo/OJC, 1980)
- Yes, the Blues (Pablo/OJC, 1981)
- To Duke and Basie (Rhino, 1986)
- Jive at Five (Enja, 1986)
- Metropole Orchestra (Mons, 1988)
- Portraits (Chesky, 1988)
- The Clark Terry Spacemen (Chiaroscuro, 1989)
- Locksmith Blues (Concord Jazz, 1989)
- Having Fun (Delos, 1990)
- Live at the Village Gate (Chesky, 1990)
- Live at the Village Gate: Second Set (Chesky, 1990)
- What a Wonderful World: For Lou (Red Baron, 1993)
- Shades of Blues (Challenge, 1994)
- Remember the Time (Mons, 1994)
- With Pee Wee Claybrook & Swing Fever (D' Note, 1995)
- Top and Bottom Brass'[' (Chiaroscuro, 1995)
- Reunion (D'Note, 1995)
- Express (Reference, 1995)
- Good Things in Life (Mons, 1996)
- Ow (E.J.s) 1996)

- Alternate Blues (Analogue, 1996)

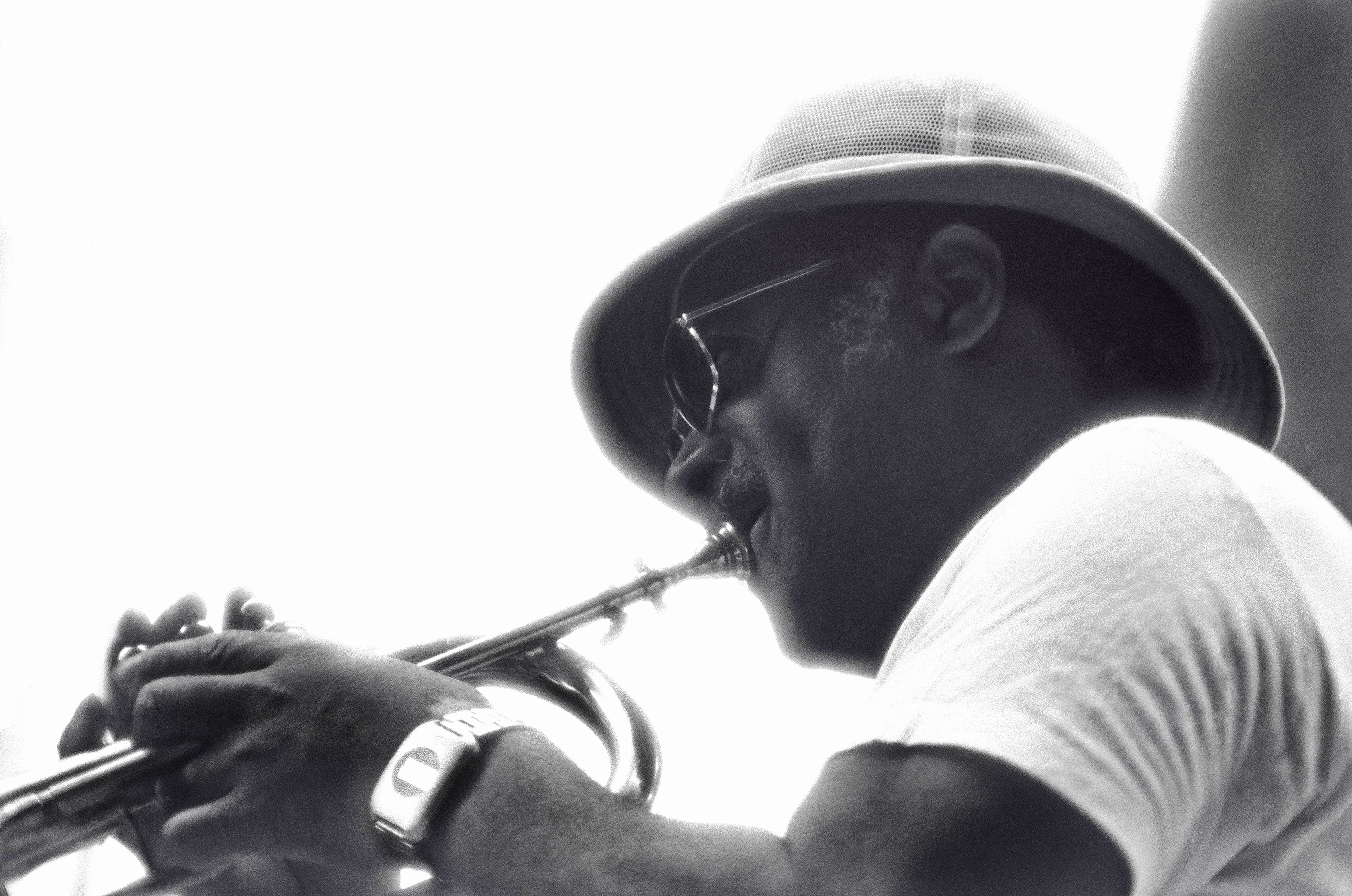
Nueva York en 1976.

- Ritter der Ronneburg, 1998 (Mons, 1998)
- Living Worship Let's Worship (Newport, 1999)
- One on One (Chesky, 2000)
- A Jazz Symphony (Centaur, 2000)
- Herr Ober: Live at Birdland Neuburg (Nagel-Heyer, 2001)
- Live on QE2 (Chiaroscuro, 2001)
- Jazz Matinee (Hänssler, 2001)
- The Hymn (Candid, 2001)
- Clark Terry and His Orchestra Featuring Paul Gonsalves [1959] (Storyville, 2002)
- Live in Concert (Image, 2002)
- Flutin' and Fluglin (Past Perfect, 2002)
- Friendship (Columbia, 2002)
- Live! At Buddy's Place (Universe, 2003)
- Live at Montmarte June 1975 (Storyville, 2003)
- George Gershwin's Porgy & Bess (A440 Music Group, 2004)
- Live at Marian's with the Terry's Young Titan's of Jazz (Chiaroscuro, 2005)

### Libros
- Let's Talk Trumpet: From Legit to Jazz
- Interpretation of the Jazz Language
- Clark Terry's System of Circular Breathing for Woodwind and Brass Instruments